# Премия Национального совета кинокритиков США за лучший документальный фильм
Премия Национального совета кинокритиков США за лучший документальный фильм — одна из премий Национального совета кинокритиков США, присуждается с 1940 года.

## Победители

### 1940-е
| Год  | Русское название                        | Оригинальное название                       | Режиссёр(ы)                                        |
| ---- | --------------------------------------- | ------------------------------------------- | -------------------------------------------------- |
| 1940 | Борьба за жизнь                         | The Fight for Life                          | Паре Лоренц                                        |
| 1941 | Мишень на эту ночь                      | Target for Tonight                          | Гарри Уотт                                         |
| 1941 | Забытые деревни                         | The Forgotten Village                       | Херберт Кляйн и Александр Хакеншмид                |
| 1941 | Кукан                                   | Ku Kan                                      | Рэй Скотт                                          |
| 1941 | Земля                                   | The Land                                    | Роберт Флаэрти                                     |
| 1942 | Разгром немецких войск под Москвой      | Разгром немецких войск под Москвой          | Варламов Леонид Васильевич и Илья Петрович Копалин |
| 1942 | Родная земля                            | Native Land                                 | Пол Стренд и Лео Харвитц                           |
| 1942 | Word in Action                          | Anzacs in Action                            | Труман Х. Талли                                    |
| 1943 | Победа в пустыне                        | Desert Victory                              | Рой Боултинг                                       |
| 1943 | Битва за Россию                         | Battle of Russia                            | Фрэнк Капра и Анатоль Литвак                       |
| 1943 | Прелюдия к войне                        | Prelude to War                              | Фрэнк Капра                                        |
| 1943 | Салют, друзья!                          | Saludos Amigos                              | Уилфред Джексон                                    |
| 1943 | Молчаливая деревня                      | The Silent Village                          | Хамфри Дженнингс                                   |
| 1944 | Мемфис Белль: История летающей крепости | Memphis Belle: A Story of a Flying Fortress | Уильям Уайлер                                      |
| 1944 | Атака! Битва за Новую Британию          | Attack! The Battle for New Britain          | Фрэнк Капра                                        |
| 1944 | С морпехами у Таравы                    | With the Marines at Tarawa                  | Луис Хейуорд                                       |
| 1944 | Битва за Марианские острова             | The Battle for the Marianas                 | Гордон Холлингсхед                                 |
| 1944 | Победа в Тунисе                         | Tunisian Victory                            | Фрэнк Капра, Хью Стюарт и Рой Боултинг             |

### 1980-е
| Год  | Русское название             | Оригинальное название     | Режиссёр(ы)    |
| ---- | ---------------------------- | ------------------------- | -------------- |
| 1987 | Славься, славься рок-н-ролл! | Hail! Hail! Rock 'n' Roll | Тэйлор Хэкфорд |
| 1988 | Тонкая голубая линия         | The Thin Blue Line        | Эррол Моррис   |
| 1989 | Роджер и я                   | Roger & Me                | Майкл Мур      |

### 1990-е
| Год  | Русское название              | Оригинальное название                                | Режиссёр(ы)                     |
| ---- | ----------------------------- | ---------------------------------------------------- | ------------------------------- |
| 1990 | Награда не присуждалась       | Награда не присуждалась                              | Награда не присуждалась         |
| 1991 | Сердца тьмы                   | Hearts of Darkness: A Filmmaker’s Apocalypse         | Факс Бар и Джордж Хикенлупер    |
| 1992 | Охранник брата                | Brother’s Keeper                                     | Джо Берлингер и Брюс Синофски   |
| 1993 | Военная комната               | The War Room                                         | Крис Хегедус и Д.А. Пеннебейкер |
| 1994 | Мечты о баскетболе            | Hoop Dreams                                          | Стив Джеймс                     |
| 1995 | Крамб                         | Crumb                                                | Терри Цвигофф                   |
| 1996 | Потерянный рай                | Paradise Lost: The Child Murders at Robin Hood Hills | Джо Берлингер и Брюс Синофски   |
| 1997 | Быстро, дёшево и неуправляемо | Fast, Cheap and Out of Control                       | Эррол Моррис                    |
| 1998 | Блюз дикого человека          | Wild Man Blues                                       | Барбара Коппл                   |
| 1999 | Клуб Буэна Виста              | Buena Vista Social Club                              | Вим Вендерс                     |

### 2000-е
| Год  | Русское название                                             | Оригинальное название                                      | Режиссёр(ы)                 |
| ---- | ------------------------------------------------------------ | ---------------------------------------------------------- | --------------------------- |
| 2000 | Жизнь и времена Хэнка Гринберга                              | The Life and Times of Hank Greenberg                       | Авива Кемпнер               |
| 2001 | Выносливость: Легендарная антарктическая экспедиция Шеклтона | The Endurance: Shackleton’s Legendary Antarctic Expedition | Джордж Батлер               |
| 2002 | Боулинг для Колумбины                                        | Bowling for Columbine                                      | Майкл Мур                   |
| 2003 | Туман войны                                                  | The Fog of War                                             | Эррол Моррис                |
| 2004 | Рожденные в борделях                                         | Born into Brothels                                         | Зана Бриски и Росс Кауффман |
| 2005 | Птицы 2: Путешествие на край света                           | La Marche de l’empereur                                    | Люк Жаке                    |
| 2006 | Неудобная правда                                             | An Inconvenient Truth                                      | Дэвис Гуггенхайм            |
| 2007 | Тело войны                                                   | Body of War                                                | Фил Донахью и Эллен Спиро   |
| 2008 | Человек на канате                                            | Man on Wire                                                | Джеймс Марш                 |
| 2009 | Бухта                                                        | The Cove                                                   | Луи Психойос                |

### 2010-е
| Год  | Русское название                 | Оригинальное название      | Режиссёр(ы)                   |
| ---- | -------------------------------- | -------------------------- | ----------------------------- |
| 2010 | В ожидании Супермена             | Waiting for «Superman»     | Дэвис Гуггенхайм              |
| 2011 | Потерянный рай 3                 | Paradise Lost 3: Purgatory | Джо Берлингер и Брюс Синофски |
| 2012 | В поисках Сахарного Человека     | Searching for Sugar Man    | Малик Бенджеллуль             |
| 2013 | Истории, которые мы рассказываем | Stories We Tell            | Сара Полли                    |
| 2014 | Сама жизнь                       | Life Itself                | Стив Джеймс                   |
| 2015 | Эми                              | Amy                        | Асиф Кападиа                  |
| 2016 | О. Джей: Сделано в Америке       | O.J.: Made in America      | Эзра Эдельман                 |
| 2017 | Джейн                            | Jane                       | Бретт Морген                  |
| 2018 | РБГ                              | RBG                        | Бетси Уэст и Джули Коэн       |
| 2019 | Мэйден                           | Maiden                     | Алекс Холмс                   |

### 2020-е
| Год  | Русское название           | Оригинальное название         | Режиссёр(ы)      |
| ---- | -------------------------- | ----------------------------- | ---------------- |
| 2020 | Время                      | Time                          | Гарретт Брэдли   |
| 2021 | Лето соула                 | Summer of Soul                | Questlove        |
| 2022 | Роберт Дауни-старший       | «Sr.»                         | Крис Смит        |
| 2023 | Неизменный: Майкл Дж. Фокс | Still: A Michael J. Fox Movie | Дэвис Гуггенхайм |